# Smittina spiraminifera
Smittina spiraminifera är en mossdjursart som beskrevs av Gordon 1984. Smittina spiraminifera ingår i släktet Smittina och familjen Smittinidae. Inga underarter finns listade i Catalogue of Life.